# Емма Кальве
Емма Кальве де Рокер (фр. Emma Calvé 15 серпня 1858, Деказвіль — 6 січня 1942, Монпельє) — французька оперна співачка (сопрано). Одна з найзнаменитіших оперних виконавців Прекрасної епохи у Франції.

## Життєпис

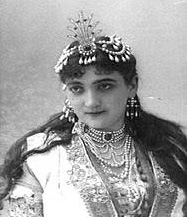
Емма Кальве у 1885 р

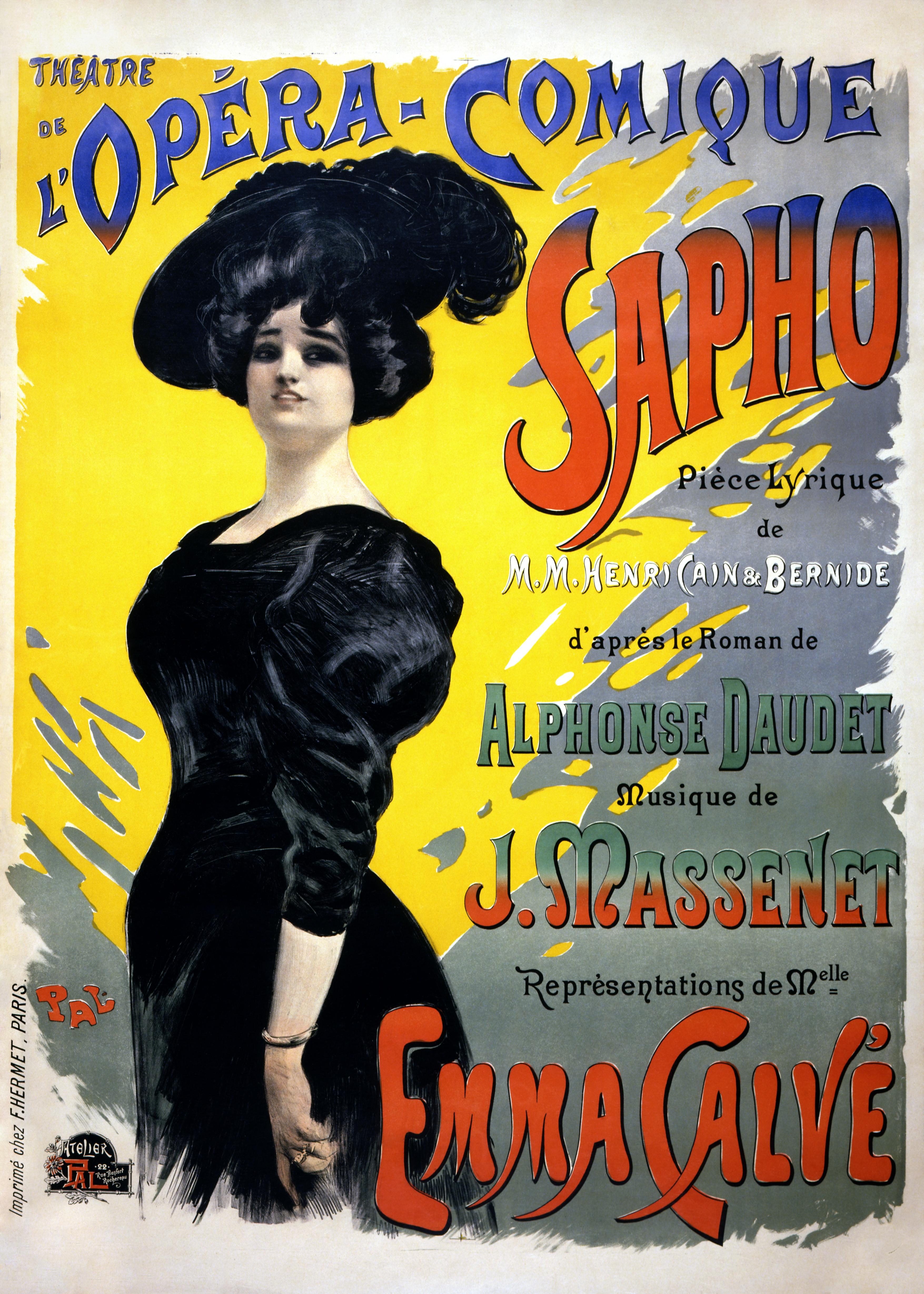
Афіша з Еммою Кальве в опері «Сафо». Театр «Опера-Комік», Париж, 1897

Народилася в сім'ї інженера-будівельника. Дитинство провела в Іспанії разом зі своїми батьками, вчилася в монастирських школах в Рокфорі й Турнеріре (Аверон). Після того як її батьки розійшлися, переїхала з матір'ю в Париж. Пробувала вступити до Паризької консерваторії.
Співу навчалася у Л. Пюже, М. Маркези де Кастрон, Р. Лаборда, М. Родрігес Гарсіа.
У 1881 дебютувала на сцені брюссельського театру «Ла Монне» у ролі Маргарити в опері «Фауст» Ш. Гуно. Виступала в Парижі на сценах «Театру італійської комедії» (1884, 1888—1892), «Опера-Комік» (1885 і з 1892) «Гранд-опера» (1899), в Лондоні («Ковент-Гарден» (1892), міланського «Ла Скала» (1887), в ряді міст США.
Перша виконавиця головних партій в операх «Сафо» і «Наваррка» Ж. Массне, «Друг Фріц» П. Масканьї.
Прославилася в партіях Сантуцци («Сільська честь» П. Масканьї) і особливо Кармен (однойменна опера Ж. Бізе). Перш ніж розпочати вивчати цю партію, Кальве вирушила до Іспанії, вивчала іспанські танці й вибудовувала сценічний образ, спостерігаючи за дівчатами-робітницями сигаретних фабрик. 1894 року вона дебютувала в ролі Кармен в паризькій «Опері-Комік». І хоча у Кальве було багато відомих попередників в цій ролі, в тому числі Аделіна Патті, Мінні Хаук і Селестіно Галлі-Марі, але критики та музиканти погодилися, що в Кальве вони знайшли свій ідеал Кармен із Севільї.
У 1904 році брала участь в ювілейній, 1000-м виставі в «Опера-Комік».
Залишивши оперну сцену, до 1927 року виступала з концертами.
Виявляла велику цікавість до паранормальних явищ і була пов'язана з окультистом Анрі Антуаном Жюль-Буа.
Померла в 1942 році в Монпельє. Похована в місті Мійо (Аверон). На мармуровій плиті її могили написано: «Sur ma tombe un petit bassin où les oiseaux viendront boire et chanter…» (Нехай на моїй могилі буде маленька чаша, де птахи будуть пити й співати).

## Вплив
Виступаючи в Чикаго, єдина дочка Кальве загинула внаслідок пожежі. Цей трагічний випадок спричинив для Емми серйозні психічні наслідки. Саме в цей період напруженого горя вона зустріла Свамі Вівекананда, який завадив їй покінчити життя самогубством і повернув колишню життєрадісну форму. Під час подорожі Європою та Єгиптом у 1899—1901 роках Кальве супроводжував Вівекананда як його партнерка разом із міс Джозефіною Маклеод, сером Френсісом Жулем Буа та його дружиною та Сарою Бернхард.
Кальве писала про Свамі Вівекананда у своїй автобіографії: «[Він] справді ходив з Богом, він благородна істота, святий, філософ і справжній друг. Його вплив на моє духовне життя був глибоким […] моя душа понесе йому вічну вдячність».

## Нагороди
- Орден Почесного легіону

## У популярній культурі
Вигадана версія Емми Кальве є одним з основних персонажів анімаційного фільму Мішеля Осело «Ділілі в Парижі», випущеного у 2018 році.